# Christian Kruik van Adrichem
Christian Kruik van Adrichem (latinizzazione: K. Ch. Adrichomius; Delft, 13 febbraio 1533 – Colonia, 20 giugno 1585) è stato uno scrittore e presbitero olandese.
Venne ordinato prete del Convento di Santa barbara nel 1566, ma fu espulso in seguito alla Riforma protestante.
Durante la sua vita scrisse due opere: Vita Jesu Christi ex quattuor Evangelistis breviter contexta e Theatrum Terrae Sanctae et biblicarum historiarum. Quest'ultimo lavoro fornisce una descrizione della Palestina e delle antichità di Gerusalemme e una cronologia da Adamo fino alla morte dell'apostolo Giovanni, avvenuta nel 109 d.C.